# Ritrovamento di Vulcano

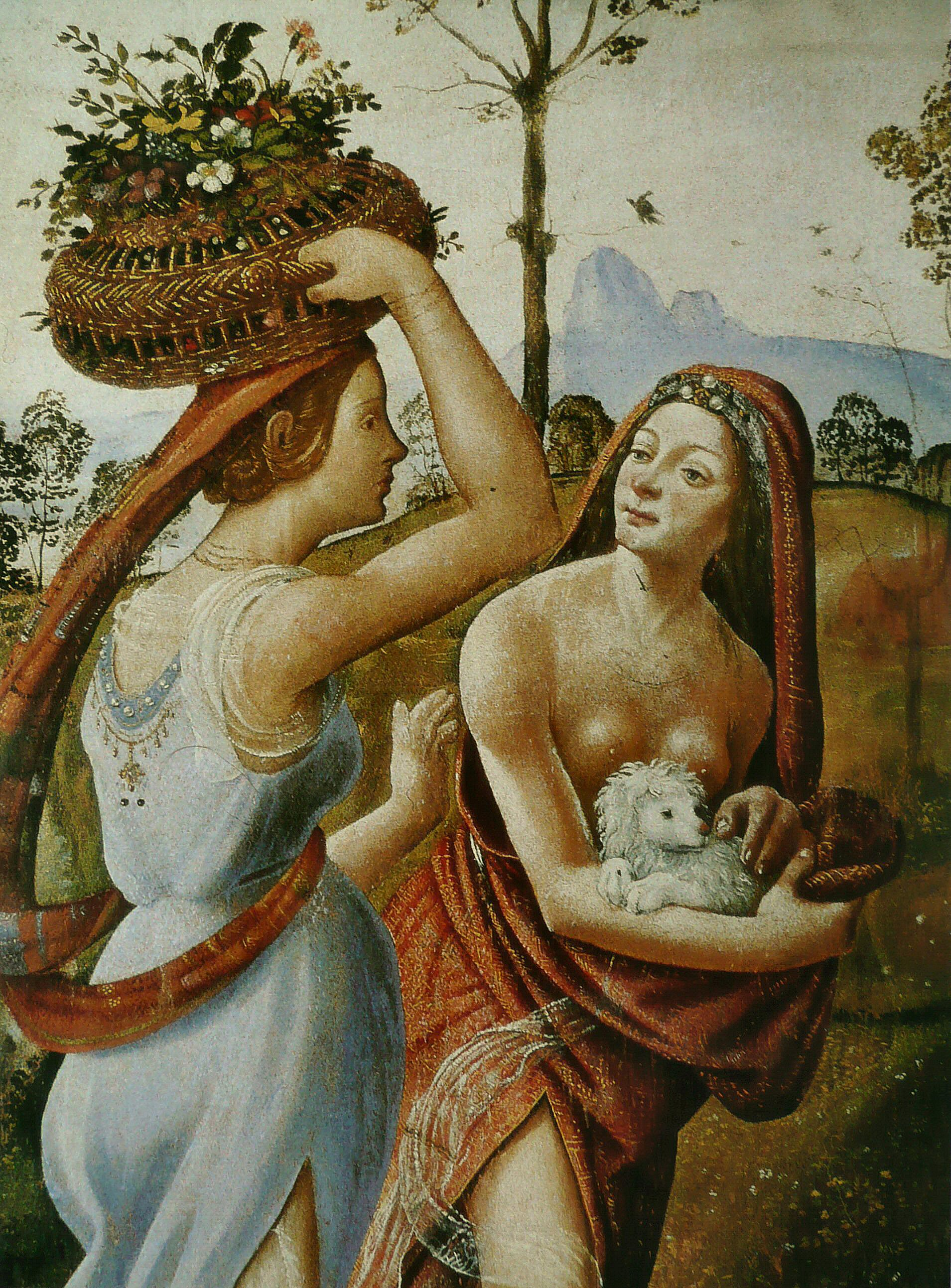
Dettaglio

Il Ritrovamento di Vulcano è un dipinto a olio su tela (155x174 cm) di Piero di Cosimo, databile al 1500-1505 circa e conservato nel Wadsworth Atheneum di Hartford (Connecticut). Fa parte della serie delle Storie dell'umanità primitiva.

## Storia
Il pannello viene di solito identificato con quelli che decoravano una stanza di Palazzo Del Pugliese a Firenze, visti e descritti dal Vasari. Panofski, notando le affinità con il tema del fuoco e della civilizzazione dell'umanità, fu il primo ad associare questo grande pannello e quello di misure simili nella National Gallery of Canada (Vulcano ed Eolo maestri dell'umanità) con le tre spalliere di New York ed Oxford. Può darsi che le tavole stessero in stanze diverse o che fossero inserite in una boiserie ad altezze diverse, anche se la dimensione diversa delle figure farebbe pensare a cicli diversi.
Lo studioso fu anche il primo a riconoscere il soggetto del dipinto, che fino ad allora era interpretato come Ila tra le ninfe. Le due opere si trovavano a Firenze almeno fino al 1861, quando vennero acquistate da William Blundell Pence, i cui eredi le immisero sul mercato antiquario.

## Descrizione e stile
La fonte principale della scena è Virgilio, sia dall'Eneide (VIII, 416-454) che dalle Ecloghe (IV, 62).
La scena mostra Vulcano, divinità del fuoco, che da fanciullo è scaraventato fuori dall'Olimpo a causa del suo essere zoppo. Il ragazzo, nudo ma coperto ad arte da alcuni fiorellini, viene trovato sull'isola di Lemno da alcune fanciulle che lo soccorrono.
L'artista si dedicò soprattutto a una descrizione lenticolare dei dettagli, specialmente le specie vegetali che animano il paesaggio. La scena è ricca di rimandi erotici, che dovevano essere graditi al committente. Al dio vengono incontro sei fanciulle con gambe e seno spesso scoperti, che gli offrono vario conforto: una gli offre vivande raccolte in un telo, uno porta un cestino di fiori, un'altra ne ha raccolti nel proprio velo e glieli porge, un'altra ancora si avvicina con un cagnolino.